# Заставче
Заставче (укр. Заставче) — село в Подгаецкой городской общине Тернопольского района Тернопольской области Украины.
До 2020 года входило в Подгаецкий район.
Население по переписи 2001 года составляло 334 человека. Занимает площадь 0,510 км². Почтовый индекс — 48023. Телефонный код — 3542.